# Бувињи
Бувињи (фр. Bouvignies) насеље је и општина у североисточној Француској у региону Север-Па д Кале, у департману Север која припада префектури Дуе.
По подацима из 2011. године у општини је живело 1529 становника, а густина насељености је износила 175,75 становника/km². Општина се простире на површини од 8,7 km². Налази се на средњој надморској висини од 32 метара (максималној 30 m, а минималној 16 m).

## Демографија
| 1962. | 1968. | 1975. | 1982. | 1990. | 1999. | 2011. |
| ----- | ----- | ----- | ----- | ----- | ----- | ----- |
| 1.103 | 1.114 | 1.128 | 1.257 | 1.426 | 1.537 | 1.529 |